# Radulaceae
Radulaceae es una familia de hepáticas del orden Jungermanniales. Tiene los siguientes géneros:

## Géneros
- Patarola
- Radula

## Taxonomía
Radulaceae fue descrita por Karl Müller 1881-1955 y publicado en Die Lebermoose 1: 404. 1909.